# 加薩大清真寺

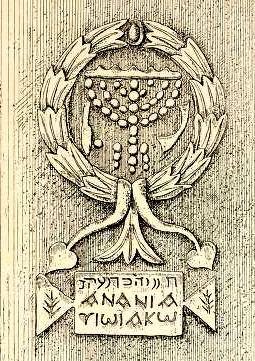
加薩大清真寺中的猶太教浮雕（今已被鑿除）

加薩大清真寺（阿拉伯语：جامع غزة الكبير，转写：Jāmaʿ Ghazza al-Kabīr）位於巴勒斯坦加薩老城达拉杰區，佔地4,100平方（44,000平方英尺），是加薩走廊規模最大且歷史最悠久的清真寺，建築材料主要為當地海岸的風成砂岩庫卡。此清真寺所在地最早可能是非利士人祭祀大袞的廟宇，當地傳說聖經人物參孫便埋葬於此。西元406年拜占庭帝國皇后歐多西亞在此建立了一座基督教堂，六世紀的聖地地圖馬達巴地圖上便有此教堂，七世紀伊斯蘭佔領此地後被轉為清真寺，為紀念穆斯林征服黎凡特時在位的哈里發欧麦尔·本·赫塔卜（為伊斯蘭教四大哈里发之一），此清真寺又名大奧馬里清真寺（阿拉伯语：المسجد العمري الكبير，轉寫：Jāmaʿ al-ʿUmarī al-Kabīr）。
1033年12月此清真寺的宣禮塔因地震而坍塌。12世紀十字軍佔領巴勒斯坦後，鮑德溫三世於1149年下令在清真寺的原址上建立基督教堂，1187年薩拉丁奪回此地並摧毀了教堂，马穆鲁克王朝重建了清真寺，但1260年又被入侵的蒙古人摧毀，經重建後復於1294年毀於地震，1311年至1319年馬穆魯克王朝的加薩總督埃米爾桑贾尔·贾里再次重建清真寺 ，於1340年完工，之後200年清真寺又有些受損，16世紀鄂圖曼帝國再次展開此清真寺的修復工程，19世紀末有西方旅行者紀錄此清真寺為加薩唯一具歷史與建築價值的建物。第一次世界大戰期間此清真寺受協約國攻擊而嚴重受損，1926年至1927年由最高穆斯林委员会重建，1928年委員會組織當地穆斯林與基督徒在此抗議、杯葛巴勒斯坦託管地議會的選舉。1990年左右清真寺內一些與猶太教相關的浮雕和刻字（可能為某次清真寺重建過程中使用了猶太教堂的柱子所致）被鑿除。2007年法塔赫與哈馬斯爆發了巴勒斯坦內戰，在加薩之戰中此清真寺親哈馬斯的伊瑪目穆罕默德·拉法蒂（Mohammed al-Rafati）中彈身亡。
加薩大清真寺為加薩居民的精神信仰中心，且為巴勒斯坦人身份認同的象徵之一。2023年，加沙戰爭爆發，以色列空襲下，清真寺的大部分結構坍塌，宣禮塔亦部分損毀。

### 註腳
1. 1 2 3  Gaza- Ghazza （页面存档备份，存于） Palestinian Economic Council for Development and Reconstruction.
2. 1 2  (1896): Archaeological Researches in Palestine 1873-1874, [ARP], translated from the French by J. McFarlane, Palestine Exploration Fund, London. Volume 2, Page 392.
3. ↑  Travel in Gaza 的存檔，存档日期2013-08-23. MidEastTravelling.
4. 1 2  Palestinians pray in the Great Omari Mosque in Gaza （页面存档备份，存于）. Ma'an News Agency（英语：Ma'an News Agency）. 2009-08-27.
5. 1 2  Gaza Monuments 的存檔，存档日期2008-09-21. International Relations Unit. Municipality of Gaza.
6. ↑  Pringle, 1993, p.211.
7. ↑  Daniel Jacobs, Israel and the Palestinian territories, Rough Guides, 1998, p.454.
8. 1 2  Dowling, 1913, p.79.
9. 1 2  Ring and Salkin, 1994, p.290.
10. 1 2  Pringle, 1993, pp. 208-209.
11. ↑  Elnashai, 2004, p.23.
12. ↑  Briggs, 1918, p.255.
13. ↑  Ring and Salkin, 1994, p.289.
14. ↑  Great Mosque of Gaza 的存檔，存档日期2011-08-05. ArchNet Digital Library.
15. ↑  Gaza at the crossroads of civilisations: Gaza timeline （页面存档备份，存于） Musée d'Art et Histoire, Geneva. 2007-11-07.
16. ↑  Porter and Murray, 1868, p.250.
17. ↑  Porter, 1884, p.208.
18. ↑  Said al-Shawa[永久] Gaza Municipality.
19. ↑  Kupferschmidt, 1987, p.134.
20. ↑  Kupferschmidt, 1987, p.230.
21. ↑  Shanks, Hershel. "Peace, Politics and Archaeology". Biblical Archaeology Society.
22. ↑  Deadly escalation in Fatah-Hamas feud 的存檔，存档日期2007-06-11. Rabinovich, Abraham. The Australian.
23. ↑  . BBC. 2023-12-08  [2023-12-09] （英国英语）.

### 書目
- Briggs, Martin Shaw, , T.F. Unwin, 1918  [2021-05-23], （原始内容存档于2021-05-23）
- Dowling, Theodore Edward, , S.P.C.K, 1913
- Kupferschmidt, Uri, , BRILL, 1987  [2021-05-23], ISBN 90-04-07929-7, （原始内容存档于2021-05-29）
- Murray, John; Porter, Josias Leslie, , J. Murray, 1868  [2021-05-23], （原始内容存档于2021-05-29）
- Ring, Trudy; Salkin, Robert M.; Schellinger, Paul E., , Taylor & Francis, 1994  [2021-05-23], ISBN 9781884964039, （原始内容存档于2021-05-29）
- Pringle, Denys, , Cambridge University Press, 1993  [2021-05-23], ISBN 0-521-39037-0, （原始内容存档于2021-05-28）
- Porter, Josias Leslie, , T. Nelson and Sons, 1884  [2021-05-23], （原始内容存档于2021-05-23）